# Gilcimar (ur. 1958)
Gilcimar Wilson Francisco (ur. 26 listopada 1958 w Itaguaí) – brazylijski piłkarz występujący podczas kariery na pozycji napastnika.

## Kariera klubowa
Karierę piłkarską Gilcimar zaczął w klubie Fluminense FC w 1977. W lidze brazylijskiej zadebiutował 2 kwietnia 1978 w przegranym 0-2 meczu z Portuguesą São Paulo. W latach 1980–1981 występował w EC Bahia i CR Vasco da Gama, po czym powrócił do Fluminense FC. W barwach tricolor rozegrał 106 spotkań, w których strzelił 25 bramek.
W latach 1983–1984 był zawodnikiem Américe Rio de Janeiro, a 1984–1985 SE Palmeiras. W latach 1986–1990 występował Internacionalu Limeira. Z Internacionalem zdobył jedyne w jego historii mistrzostwo stanu São Paulo – Campeonato Paulista w 1986. W barwach Limeiri Gilcimar 25 stycznia 1987 w wygranym 1-0 meczu z Náutico Recife wystąpił po raz ostatni w lidze. Ogółem w latach 1978–1987 w lidze brazylijskiej Gilcimar rozegrał 93 spotkań, w których zdobył 16 bramek. Karierę zakończył w Desportivie Cariacica w połowie lat 90.

## Kariera reprezentacyjna
Gilcimar występował w olimpijskiej reprezentacji Brazylii. W 1979 uczestniczył w Igrzyskach Panamerykańskich, na których Brazylia zdobyła złoty medal. Na turnieju w San Juan wystąpił w czterech meczach Kubą, Kostaryką, Portoryko i ponownie z Kubą (bramka) .